# Oancea (gmina)
Oancea – gmina w Rumunii, w okręgu Gałacz. Obejmuje miejscowości Oancea i Slobozia Oancea. W 2011 roku liczyła 1441 mieszkańców. 